# Pteris barombiensis
Espèce
Pteris barombiensis est une espèce de plantes de la famille des Pteridaceae.

## Répartition géographique
Cette espèce est originaire du Cameroun. On la trouve dans la localité de Barombi au Cameroun.